# Gmina Skarszewy
Die Gmina Skarszewy [skar'ʃɛvɨ] ist eine Stadt-und-Land-Gemeinde im Powiat Starogardzki der Woiwodschaft Pommern in Polen. Sie hat mehr als 14.000 Einwohner. Ihr Sitz ist die gleichnamige Stadt (deutsch Schöneck in Westpreußen) mit etwa 7000 Einwohnern.

## Geographie
Die Gemeinde liegt im ehemaligen Westpreußen, etwa 40 Kilometer südlich von Danzig. Zu den Wasserläufen gehört die Wietcisa (Fietze).

## Geschichte
Nach dem Ersten Weltkrieg wurde das Gebiet 1920 an Polen abgetreten, es gehörte zum Polnischen Korridor.
Die Gemeinde gehörte von 1975 bis 1998 zur Woiwodschaft Danzig.

## Gliederung
Die Stadt-und-Land-Gemeinde Skarszewy besteht neben der Stadt aus folgenden 19 Dörfern mit Schulzenamt und weiteren Ortschaften:
| Polnischer Name                                                                       | Kaschubischer Name | Deutscher Name (bis 1920 und 1939–1945)        |
| ------------------------------------------------------------------------------------- | ------------------ | ---------------------------------------------- |
| Bączek                                                                                |                    | Bonschek (1942–1945 Eckertswalde)              |
| Bolesławowo (seit 18. April 1952 – 60. Geburtstag von Bolesław Bierut, zuvor Modrowo) |                    | Neuguth (1905–1920 und 1939–1945 Modrowshorst) |
| Bożepole Królewskie                                                                   |                    | Königlich Boschpol (1942–1945 Gottfelde)       |
| Czarnocin                                                                             |                    | Czarnotschin (1874–1945 Schwarzhof)            |
| Demlin                                                                                | Demlënò            | Demlin                                         |
| Godziszewo                                                                            | Gòdzëszewò         | Gardschau                                      |
| Jaroszewy                                                                             | Jaroszewò          | Jarischau (1942–1945 Eberhardsdorf)            |
| Junkrowy                                                                              | Junkròwë           | Jungfernberg                                   |
| Kamierowo                                                                             |                    | Kamerau                                        |
| Kamierowskie Piece                                                                    |                    | Kamerauofen                                    |
| Koźmin                                                                                |                    | Koschmin                                       |
| Malary                                                                                | Môlôrë             | Mallar (1942–1945 Möllershof)                  |
| Mirowo Duże                                                                           |                    | Groß Mierau                                    |
| Nowe Gołębiewko                                                                       |                    | Neu Golmkau                                    |
| Nowy Wiec                                                                             |                    | Neu Fietz                                      |
| Obozin                                                                                |                    | Locken (1942–1945 Thomaswalde)                 |
| Pogódki                                                                               |                    | Pogutken                                       |
| Skarszewy                                                                             | Skarszewò          | Schöneck                                       |
| Szczodrowo                                                                            |                    | Czadrau (186?–1945 Schadrau)                   |
| Więckowy                                                                              | Wiãckòwë           | Wenzkau                                        |
| Wolny Dwór                                                                            |                    | Freihof                                        |

Weitere Ortschaften sind: Barka (Barken), Celmerostwo, Czarnocińskie Piece, Godziszewo-Wybudowanie, Jastrzębce, Jastrzębie Skarszewskie, Karolewo, Krabusin (Krebsberg), Marianka, Mirowo Małe (Klein Mierau), Nowe Gołębiewko, Nygut (Neuguth), Pogódki-Wybudowanie, Probostwo (Propstei), Przerębska Huta (Englershütte), Rusia, Szczodrowski Młyn (Schadrau Mühle), Trzcianka (Rohrteich), Wałachowo (Wallachowo), Wilcze Góry (Wilhelmshöhe), Wilki (Wulffen), Zamkowa Góra (Zómkòwô Góra, Schloßberg), Zapowiednik (Zapowiednik / Fersenbrück).

## Persönlichkeiten
- Karl-Heinz Prudöhl (* 1944 in Eberhardsdorf), Ruderer, 1976 Olympiasieger im Achter
- Franz Sawicki (* 1877 in Gardschau; † 1952 in Pelplin), deutsch-polnischer Theologieprofessor.